# لئو بوسکالیا

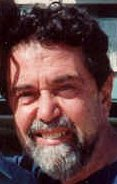

فلیس لئوناردو بوسکالیا (به ایتالیایی: Felice Leonardo Buscaglia) استاد دانشگاه، نویسنده و سخنران آمریکایی -ایتالیایی‌تبار- است. بوسکالیا در ۳۱ مارس ۱۹۲۴ متولد شد و در 12 ژوئن ۱۹۹۸ در «گلنبروک» ایالت نوادا درگذشت.

## آثار
- پاپا پدر من، لئو بوسکالیا، ترجمه نازی قلی، تهران: انتشارات تابش فرهنگ، ۱۳۸۲
- در آغوش عشق (عشق در آثار لئو بوسکالیا)، لئو بوسکالیا، رضا سلیمی منش (مترجم)، ناشر: پردیس
- آدمیت، لئو بوسکالیا، گیتی خوشدل (مترجم)، تهران: قطره
- زندگی، عشق و دیگر هیچ، لئو بوسکالیا، مهدی قراچه داغی (مترجم)، زهره فتوحی (مترجم)، ناشر: دایره
- بیا دریا شویم، لئو بوسکالیا، ناهید ایران نژاد (مترجم)، ناشر: دایره
- زندگی با عشق چه زیباست، لئو بوسکالیا، توراندخت تمدن (مالکی) (مترجم)، ناشر: دایره
- زاده برای عشق، لئو بوسکالیا، هوشیار انصاری فر (مترجم)، ناشر: البرز
- همه را دوست دارم و آنان نیز ...؟!، لئو بوسکالیا، زهره فتوحی (مترجم)، ناشر: دایره
- سفری همراه با شادی و عشق، اتوبوس شماره 9 به مقصد بهشت، لئو بوسکالیا، ناهید ایران نژاد (مترجم)، ناشر: دایره
- زاده شده ایم که عشق بورزیم، لئو بوسکالیا، لادن جهانسوز، ناشر: علم
- سرآغاز عشق، لئو بوسکالیا، آنتونی رابینز، مجید پزشکی (مترجم)، ناشر: نسل نو اندیش
- زاده شده برای عشق، لئو بوسکالیا، شهرزاد حکیم مختار (مترجم)، ناشر: نشر معیار اندیشه
- هنر انسان کامل بودن: این (من) کیست، لئو بوسکالیا، زهره فتوحی (مترجم)، ناشر: دایره
- زندگی با عشق چه زیباست، لئو بوسکالیا، توراندخت تمدن(مالکی) (مترجم)، ناشر: دایره
- عشق و دیگر هیچ، لئو بوسکالیا، لیلا آزادی (مترجم)، ناشر: معیار علم
- زاده برای عشق، لئو بوسکالیا، شبنم مهرادزاده (مترجم)، ناشر: پارسا
- هنر عشق ورزی و آموختن (زندگی با عشق چه زیباست)، لئو بوسکالیا، گیسو ناصری (مترجم)، ناشر: پل، خلاق
- عشق محتوای زندگی، لئو بوسکالیا، لادن جهانسوز، ناشر: علم
- سرآغاز عشق، لئو بوسکالیا، آنتونی رابینز، مجید پزشکی (مترجم)، ناشر: نسل نو اندیش
- روش زندگی بهتر "راه گاو نر"، لئو بوسکالیا، گیسو ناصری (مترجم)، ناشر: پل، خلاق
- هنر عشق ورزی و آموختن (زندگی با عشق چه زیباست)، لئو بوسکالیا، گیسو ناصری (مترجم)، ناشر: پل
- قصه برگ ها، لئو بوسکالیا، ابوالحسن ضیاءظریفی (مترجم)، علی یزدی نژاد (ویراستار)، ناشر: میرماه
- عشق ورزیدن به یکدیگر، چالش روابط انسانی، لئو بوسکالیا، لادن جهانسوز، ناشر: علم
- در تکاپوی انسانیت "هنر انسان بودن"، لئو بوسکالیا، مهرنوش طلایی (مترجم)، ناشر: پل، خلاق
- پیام های مهر و دوستی، لئو بوسکالیا، عباس چینی (مترجم)، اصغر اندرودی (مترجم)، ناشر: البرز
- عشق، کتابی گرم و شگفت درباره ی شورانگیزترین تجربه زندگی، لئو بوسکالیا، مسیحا برزگر، ناشر: آویژه
- افتادن برگی، ترجمه مسیحا برزگر،ناشر:کتاب کوچه